# Basilica del Sacro Cuore (Hall in Tirol)
La basilica del Sacro Cuore di Gesù è una chiesa cattolica sita nella piazza del convento di Hall in Tirol.

## Storia

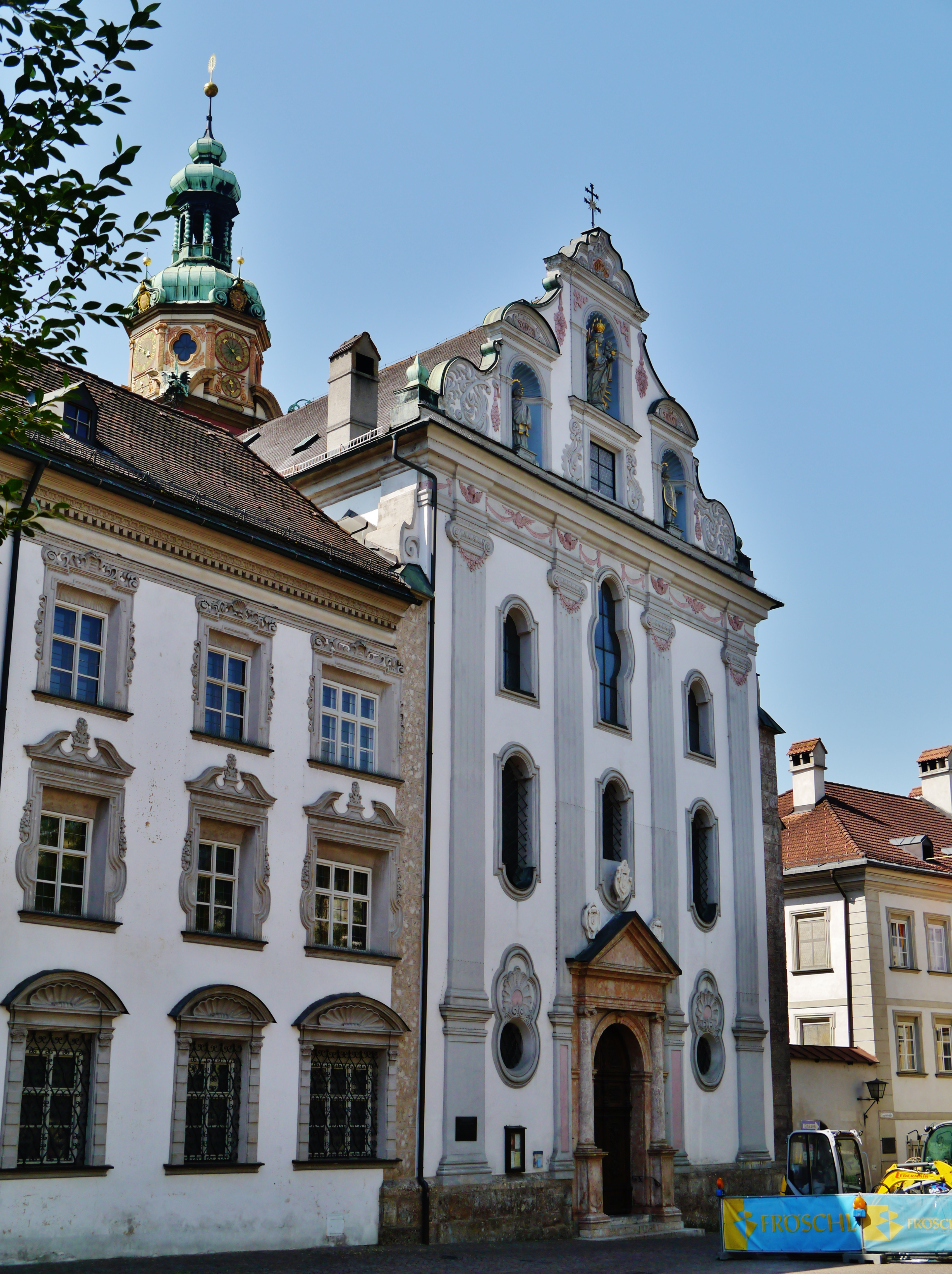
La facciata.

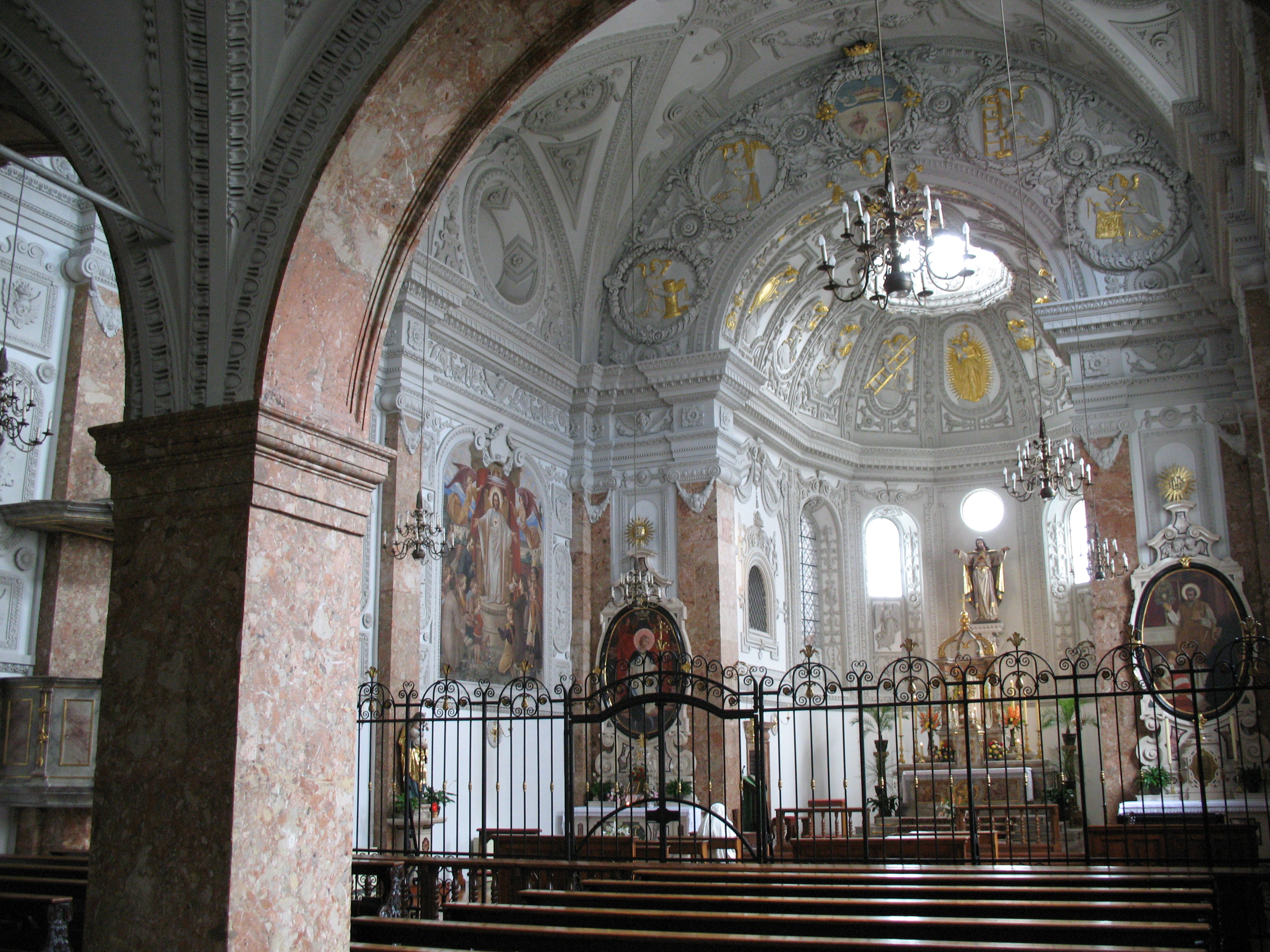
L'interno.

Il 12 maggio 1567 venne posta la prima pietra per l'erezione della basilica su interessamento dell'arciduchessa Maddalena d'Asburgo. L'edificio richiese tre anni per la sua costruzione, sotto la direzione dell'architetto italiano Giovanni Lucchese, e venne consacrata l'11 novembre 1570. Negli anni 1670 la chiesa fu gravemente danneggiata dal terremoto. Nel corso dei restauri che ne seguirono lo stile della chiesa fu trasformato in barocco e fu eretta la torre con l'attuale culmine a cupola.
Durante il periodo dell'illuminismo il convento femminile per nobildonne cui apparteneva la basilica fu soppresso (1783) e, nel 1786, la chiesa profanata. Gli arredi della basilica vennero venduti e l'edificio adibito prima a rimessa per carrozze, poi ad armeria e infine a mercato della frutta. Solo nel 1914 la chiesa venne riaperta come tale e nel luglio dello stesso anno papa Pio X la elevò alla dignità di basilica minore.
Oggi la basilica è un centro di culto del Cuore di Gesù nel Tirolo.  Sull'altare maggiore troneggia una grossa statua del Sacro Cuore e le suore della congregazione delle Figlie del Cuore di Gesù tengono oggi un'adorazione continua nella basilica.

## Architettura
Esterno
- Portale marmoreo, di Alexander Colin (verso il 1570)
- Facciata con colonne ioniche e statue della  Madonna, di sant' Ignazio di Loyola e di san Francesco Saverio (verso il 1692)

Interno
- Volta a botte della navata unica (1570)
- Stucchi in stile barocco dello scultore di Monaco Onofrius Weigl (verso il 1630) e dell'artista di Innsbruck Georg Holzmeister (verso il 1690)
- Affreschi della navata, del pittore di stile liberty di Innsbruck, Emanuel Raffeiner  (1919)
- Statua del Sacro Cuore del pittore di Innsbruck, Josef Winkler
- Ovale dell'altare laterale dell'Immacolata, di San Pietro Canisio, opere dell'artista di Hall in Tirol Franz Xaver Fuchs (verso il 1920)